# Cilka Krek
Cilka Krek, slovenska političarka in publicistka * 1868 Sveti Gregor, † 1943 Ljubljana.
Cecilija Krek ali Cilka Krek je bila članica Katoliške narodne stranke in s tem sodelavka svojega brata Janeza E. Kreka, enega najvplivnejših slovenskih politikov konec 19. in v začetku  20. stoletja. Od leta 1919 do  1922 je bila predsednica Slovenske orliške zveze. Dve leti je bila urednica mesečnika Vigred, katoliške ženske revije. Organizirala je gospodinjske in kulturno prosvetne tečaje in predavanja. Opravljala je humanitarne dejavnosti, pisala članke s socialno tematiko in predavala v posebnih oddajah ljubljanskega radia. Množice ljudi so se  oktobra 1943, takoj po nemški zasedbi Ljubljane, udeležile njenega pogreba. S tem so želele izraziti nasprotovanje okupaciji Slovenije in se pokloniti njeni politiki in predvsem politiki Janeza E. Kreka.